# The Answer Studio
The Answer Studio Co., Ltd. (株式会社アンサー・スタジオ Kabushiki-gaisha Ansā Sutajio?) es un estudio de animación japonés establecido en 2004.

## Historia
Cuando le informaron que Walt Disney Animation Japan cerraría, Motoyoshi Tokunaga, presidente de la compañía, pensó que no podía darse el lujo de desperdiciar su talentoso personal. Por lo que Tokunaga reunió a la mayoría de los animadores y al personal que habían sido despedidos, recibió un préstamo bancario y abrió un nuevo estudio de animación en Tokio en junio de 2004 con un capital de 6 millones de yenes.
Como primer trabajo, DisneyToon Studios encargó a Answer Studio la producción de un corto original para un DVD titulado El gato que desafió a un rey (dirigido por David Bosssert), que se lanzaría para conmemorar el 40 aniversario de Mary Poppins. Este corto en 2D está basado en la historia original de P. L. Travers y presenta las voces de la exduquesa de York, Sarah Ferguson, Tracey Ullman y David Ogden Stiers.
Su nombre, "Answer Studio", tiene el significado de buscar las propias respuestas internas.

## Trabajos

### Series de televisión
| Año  | Título                   | Director(es)                  | Fecha de primera transmisión | Fecha de última transmisión | Eps. | Notas                                                     | Refs.                |
| ---- | ------------------------ | ----------------------------- | ---------------------------- | --------------------------- | ---- | --------------------------------------------------------- | -------------------- |
| 2005 | Nepos Napos              | Hiroshi Kawamata Shunji Ōga   | 31 de enero de 2005          | 25 de julio de 2005         | 26   | Historia original.                                        | [ 3 ] [ 4 ]          |
| 2008 | Golgo 13                 | Shunji Ōga                    | 12 de abril de 2008          | 28 de marzo de 2009         | 50   | Adaptación del manga escrito e ilustrado por Takao Saito. | [ 5 ] [ 6 ]          |
| 2012 | Shimajirō no Wow!        | Masahiro Nakata               | 2 de abril de 2012           | —                           | —    | Secuela de Shimajirō Hesoka.                              | [ 7 ] [ 8 ]          |
| 2024 | Kami no Tō: Ōji no Kikan | Kazuyoshi Takeuchi Kei Suzuki | 7 de julio de 2024           | 29 de septiembre de 2024    | 13   | Secuela de Kami no Tō.                                    | [ 9 ] [ 10 ] [ 11 ]  |
| 2024 | Kami no Tō: Kōbō-sen     | Kazuyoshi Takeuchi Kei Suzuki | 6 de octubre de 2024         | 29 de diciembre de 2024     | 13   | Secuela de Kami no Tō: Ōji no Kikan.                      | [ 12 ]               |
| 2025 | Anne Shirley             | Hiroshi Kawamata              | 5 de abril de 2025           | —                           | 24   | Adaptación de la novela escrita por Lucy Maud Montgomery. | [ 13 ] [ 14 ] [ 15 ] |

### Películas
| Año  | Título                                                                           | Director(es)                    | Duración | Notas                                                                                  | Refs.         |
| ---- | -------------------------------------------------------------------------------- | ------------------------------- | -------- | -------------------------------------------------------------------------------------- | ------------- |
| 2009 | Soukō Kihei Votoms: Pailsen Files Movie                                          | Ryōsuke Takahashi               | 118m     | Historia original.                                                                     | [ 16 ]        |
| 2013 | Shimajirō no Wow! Movie 1: Shimajirō to Fufu no Daibōken: Sukue! Nanairo no Hana | Isamu Hirabayashi               | 67m      | Historia original de Shimajirō.                                                        | [ 17 ] [ 18 ] |
| 2014 | Shimajirō no Wow! Movie 2: Shimajirō to Kujira no Uta                            | Isamu Hirabayashi               | 53m      | Historia original de Shimajirō.                                                        | [ 19 ] [ 20 ] |
| 2015 | Shimajirō no Wow! Movie 3: Shimajirō to Ōkinaki                                  | Isamu Hirabayashi               | 61m      | Historia original de Shimajirō.                                                        | [ 21 ]        |
| 2016 | Shimajirō no Wow! Movie 4: Shimajirō to Ehon no Kuni                             | Isamu Hirabayashi               | 55m      | Historia original de Shimajirō.                                                        | [ 22 ]        |
| 2017 | Shimajirō no Wow! Movie 5: Shimajirō to Niji no Oasis                            | Isamu Hirabayashi               | 60m      | Historia original de Shimajirō.                                                        | [ 23 ]        |
| 2018 | Shimajirō no Wow! Movie 6: Mahō no Shima no Daibōken                             | Isamu Hirabayashi               | 52m      | Historia original de Shimajirō.                                                        | [ 24 ]        |
| 2019 | Shimajirō no Wow! Movie 7: Shimajirō to Ururu no Hero Land                       | Isamu Hirabayashi               | 58m      | Historia original de Shimajirō.                                                        | [ 25 ]        |
| 2022 | Shimajirō no Wow! Movie 10: Shimajirō to Kirakira Ōkoku no Ōjisama               | Isamu Hirabayashi               | 60m      | Historia original de Shimajirō.                                                        | [ 26 ]        |
| 2023 | City Hunter Movie: Tenshi no Namida                                              | Kenji Kodama Kazuyoshi Takeuchi | 93m      | Adaptación del manga escrito e ilustrado por Tsukasa Hōjō. Coproducción junto Sunrise. | [ 27 ]        |

### ONAs
| Año  | Título                                                | Director(es)                   | Fecha de primera transmisión | Fecha de última transmisión | Eps. | Notas | Refs.         |
| ---- | ----------------------------------------------------- | ------------------------------ | ---------------------------- | --------------------------- | ---- | --- | ------------- |
| 2006 | Flag                                                  | Ryōsuke Takahashi Kazuo Terada | 16 de junio de 2006          | 2 de marzo de 2007          | 13   | Historia original. | [ 28 ] [ 29 ] |
| 2014 | Hadakya no Otonosama                                  | Desconocido                    | 5 de marzo de 2014           | 20 de marzo de 2014         | 2    | Cortometrajes animados en 3D originales. | [ 30 ]        |
| 2017 | Road to You                                           | Kawamata Hiroshi               | 11 de octubre de 2017        | 2 de octubre de 2019        | 3    | Una trilogía de comerciales de Dunlop Tires Japan creada para promocionar su línea de neumáticos para nieve Winter Maxx. Coproducción junto a Ijigen Tokyo y Sunrise. | [ 31 ] [ 32 ] |
| 2022 | Modern Love Tokyo: Kare ga Kanaderu Futari no Shirabe | Yamada Naoko                   | 20 de octubre de 2022        | 20 de octubre de 2022       | 1    | Parte de la serie antológica Modern Love Tokyo de Amazon Studios. | [ 33 ]        |

### OVAs
| Año  | Título                                                | Director(es)                   | Fecha de primera transmisión | Fecha de última transmisión | Eps. | Notas                                                                | Refs.         |
| ---- | ----------------------------------------------------- | ------------------------------ | ---------------------------- | --------------------------- | ---- | -------------------------------------------------------------------- | ------------- |
| 2007 | Flag Director's Edition: Issenman no Kufura no Kiroku | Ryōsuke Takahashi Kazuo Terada | 8 de agosto de 2007          | 8 de agosto de 2007         | 1    | Historia original.                                                   | [ 34 ]        |
| 2007 | Soukō Kihei Votoms: Pailsen Files                     | Ryōsuke Takahashi              | 26 de octubre de 2007        | 25 de agosto de 2008        | 12   | Secuela de Sōkō Kihei Votoms: Red Shoulder Document - Yabō no Roots. | [ 35 ] [ 36 ] |
| 2008 | Yanase Takashi Märchen Gekijō                         | Hiroshi Kawamata               | 23 de abril de 2008          | 25 de julio de 2008         | 30   | Una colección de cuentos infantiles de Yanase Takashi.               | [ 37 ]        |

### Especiales
| Año  | Título                                     | Director(es)     | Fecha de primera transmisión | Fecha de última transmisión | Eps. | Notas | Refs.         |
| ---- | ------------------------------------------ | ---------------- | ---------------------------- | --------------------------- | ---- | --- | ------------- |
| 2011 | Otona Joshi no Anime Time                  | Hiroshi Kawamata | 7 de enero de 2011           | 24 de marzo de 2013         | 4    | Basada en cuatro obras literarias ganadoras de un premio y escritas por mujeres. Coproducción junto a Bones, Production Reed y WAO World. | [ 38 ] [ 39 ] |
| 2012 | Pukapuka Juju                              | Hiroshi Kawamata | 19 de marzo de 2012          | 19 de marzo de 2012         | 1    | Historia original. | [ 40 ] [ 41 ] |
| 2021 | Rainbow Finder: Tokimeki wa, Sugu Soba ni. | Hiroshi Kawamata | 24 de enero de 2021          | 24 de marzo de 2021         | 3    | Anuncios de 7-Eleven. | [ 42 ]        |